# The Sea Hawk (película de 1940)
The Sea Hawk (El Halcón del Mar) es una película estadounidense de aventuras de capa y espada en blanco y negro de 1940 de Warner Bros. Fue protagonizada por Errol Flynn en el papel de un corsario inglés que defiende los intereses de su nación en vísperas del lanzamiento de la Armada Invencible. 
Esta película constituyó la décima colaboración entre Flynn y el director Michael Curtiz. El guion fue escrito por Howard Koch y Seton I. Miller. Su emocionante banda sonora, compuesta por Erich Wolfgang Korngold, es reconocida como uno de los puntos culminantes en la carrera del compositor. La cinta era tanto una película de aventuras como una película de época alrededor de los conflictos de la Inglaterra isabelina con España. También fue concebida deliberadamente como una película de propaganda probritánica, con el ánimo tanto de levantar la moral durante la Segunda Guerra Mundial como para generar una perspectiva más probritánica en el público estadounidense. El rey Felipe de la película era visto como "una obvia alegoría de Hitler". (Este mismo tema había sido usado ya en Fire Over England de Alexander Korda, estrenada tres años atrás, antes del comienzo de la Segunda Guerra Mundial).
Versiones coloreadas de The Sea Hawk fueron transmitidas en la televisión estadounidense y se distribuyeron en cinta VHS en 1986. Solo la versión editada en blanco y negro (109 minutos) y la versión completamente restaurada y sin cortes (127 minutos) han sido lanzadas en formato DVD. No se han anunciado planes para lanzar la versión coloreada en DVD.

## Trama
El rey Felipe II de España declara su intención de destruir Inglaterra, lo que considera el primer paso para conquistar el mundo. Envía como su embajador a Don Álvarez para apaciguar las sospechas que tiene la reina Isabel I sobre la gran armada que está construyendo para invadir Inglaterra. Entretanto, en Inglaterra, algunos de los ministros de la reina le suplican que construya una flota, lo que ella duda en hacer para no castigar los bolsillos de sus súbditos.
El barco del embajador es capturado de camino a Inglaterra por el Albatross y su capitán, Geoffrey Thorpe. Don Álvarez y su sobrina, Doña María (Brenda Marshall), son capturados y llevados a Inglaterra. Thorpe queda inmediatamente impactado por Doña María y le devuelve galantemente las joyas que le habían sido usurpadas. El odio que ella le tiene disminuye cuando ella también comienza a enamorarse.
Don Álvarez tiene una audiencia con la Reina en la que se queja por cómo ha sido tratado. Doña María es entonces aceptada como una de sus damas de honor de la soberana. Los "Sea Hawks" (Halcones del mar), un grupo de corsarios ingleses que saquean barcos españoles para "hacer reparaciones", se presentan también ante la Reina, quien los increpa (al menos públicamente) por sus ataques piratas y por poner en riesgo la paz con España. El capitán Thorpe le propone entonces, en privado, un plan para apoderarse de una gran caravana de oro español en el Nuevo Mundo y traer el botín de regreso a Inglaterra. La Reina tiene recelos respecto a la reacción de España, pero permite que Thorpe siga adelante.
Albergando sospechas, Lord Wolfingham, uno de los ministros de la Reina y colaborador en secreto de los españoles, envía un espía a intentar descubrir el destino real del Albatros. Al visitar al cartógrafo responsable de dibujar los mapas de navegación para el viaje de Thorpe, Don Álvarez y Lord Wolfingham logran determinar que navegan al istmo de Panamá y dan órdenes al capitán español de Don Álvarez de partir para prepararles una emboscada.
Cuando el Albatros llega a su destino, el barco es avistado por un nativo quien se lo informa al gobernador español. La tripulación de Thorpe se apodera de la caravana, pero cae en una trampa bien tendida y se ven empujados hacia los pantanos. Thorpe y algunos otros sobrevivientes regresan a su barco, solo para encontrar que ha caído en manos de los españoles. Son llevados a España, donde son juzgados por la Inquisición y condenados a unacadena perpetua como galeotes. Mientras tanto, en Inglaterra, Don Álvarez le informa a la reina sobre el destino de Thorpe, lo que hace que su sobrina desmaye. La Reina y Don Álvarez tienen una acalorada discusión y la reina lo expulsa de la corte.
En una galera española, Thorpe se reúne con un inglés de nombre Abbott, que había sido capturado intentando descubrir pruebas del propósito real de la Armada. Los prisioneros logran apoderarse del barco durante la noche usando la astucia. Abordan luego otro barco en el puerto, donde un emisario ha estado almacenado planes secretos incriminatorios. Thorpe y sus hombres capturan a los dos sujetos y regresan a Inglaterra con los planes.
Al llegar a puerto, Thorpe intenta advertir a la Reina. Don Álvarez se dirige en un carruaje, en el que también viaja Doña María, al barco que Thorpe ha capturado (sin saberlo). Al abordar el barco, Don Álvarez es hecho prisionero, mientras el Capitán Thorpe, vestido con uniforme de cortesano español, se logra colar en el carruaje que lleva a Doña María, quien había decidido quedarse en Inglaterra a esperar el regreso de Thorpe. Finalmente se declaran su amor mutuo, y María le ayuda a Thorpe a colarse en el palacio. Sin embargo, el espía de Lord Wolfingham ve a Thorpe y alerta a los guardias del castillo para que detengan el carruaje y capturen a Thorpe. Thorpe logra escapar y entrar en las habitaciones de la Reina, mientras lucha contra los guardias .
Eventualmente, Thorpe se encuentra con Lord Wolfingham y mata al traidor en un duelo de esgrima. Con la ayuda de Doña María, Thorpe logra encontrar a la Reina y le entrega las pruebas de las intenciones del Rey Felipe. Isabel nombra caballero a Thorpe y declara su intención de construir una gran flota para oponerse a la amenaza española.

## Reparto
- Errol Flynn como Geoffrey Thorpe
- Brenda Marshall como Doña María

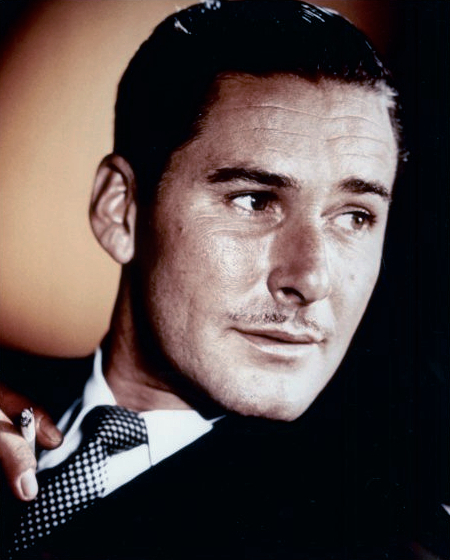
Flynn, alrededor de 1940

- Claude Rains como Don José Álvarez de Córdoba
- Donald Crisp como Sir John Burleson
- Flora Robson como la Reina Isabel I de Inglaterra
- Alan Hale como Carl Pitt
- Henry Daniell como Lord Wolfingham
- Una O'Connor como la señorita Latham, chaperona inglesa de Doña María
- James Stephenson como Abbott
- Gilbert Roland como el capitán López, marino al servicio de Don José
- William Lundigan como Danny Logan
- Julien Mitchell como Oliver Scott
- Montagu Love como el rey Felipe II de España
- J. M. Kerrigan como Eli Matson
- David Bruce como Martin Burke
- Clifford Brooke como William Tuttle
- Clyde Cook como Walter Boggs
- Fritz Leiber como Inquisidor
- Ellis Irving como Monty Preston
- Francis McDonald como Samuel Kroner
- Pedro de Córdoba como el capitán Mendoza
- Ian Keith como Peralta
- Jack La Rue como el teniente Ortega (acreditado como Jack LaRue)
- Halliwell Hobbes como astrónomo
- Alec Craig como Jodocus Hondius
- Victor Varconi como el general Aguirre
- Robert Warwick como el capitán Frobisher
- Harry Cording como esclavista
- Leyland Hodgson como oficial
- Leo White en un papel secundario (no aparece en los créditos)

## Producción
Las partes de la película que están ambientadas en el hemisferio occidental aparecen teñidas en sepia.
La película fue anunciada en junio de 1936 y se anunció que sería protagonizada por Errol Flynn, tras su éxito con El capitán Blood.
Si bien se planeó originalmente como una adaptación de la novela The Sea Hawk de Rafael Sabatini de 1915, la película terminó utilizando una historia completamente diferente, inspirada en las aventuras de Sir Francis Drake, a diferencia de la adaptación en cine mudo hecha en 1924, que era bastante fiel a la historia de Sabatini (trama que era muy similar a la del Capitán Blood).
Richard Neville y Delmer Daves escribieron adaptaciones de la novela antes de que Seton I. Miller escribiera lo que básicamente era una historia nueva, llamada Beggars of the Sea (Mendigos del mar) basada en Sir Francis Drake. Con todo, se siguió usando el nombre de Sabatini en los materiales promocionales, pues consideraban que era de valor comercial. Howard Koch reescribió luego el guion de Miller manteniendo la estructura básica y la historia.
El discurso que hace la Reina al final de la película tenía el propósito de inspirar a la audiencia británica, que era presa ya entonces de la Segunda Guerra Mundial. Las ideas de que era deber de todo hombre libre defender la libertad y de que el mundo no le pertenecía a ningún hombre (una obvia insinuación sobre el deseo de Hitler de conquistar Europa) resultaron conmovedoras.
En el DVD lanzado por la Warner Brothers en 2005 se incluyen escenas del noticiero de 1940 Movietone News sobre la batalla de Inglaterra, el corto "Alice in Movieland", el corto animado de los Looney Tunes de 1940 "Porky's Poor Fish" y un largometraje de 20 minutos "The Sea Hawk: Flynn in action" sobre la producción de la película.

## Banda sonora
La música fue escrita por el compositor Erich Wolfgang Korngold. Al momento de su estreno en los cines no se contemplaba una grabación comercial. No fue sino 22 años después, en 1962, que se lanzó una parte de la música de la película en un LP titulado Music by Erich Wolfgang Korngold. Diez años después, Charles Gerhardt y George Korngold, hijo de Erich Korngold, incluyeron 6:53 minutos de la música de The Sea Hawk (grabada de nuevo) en el álbum de RCA The Classic Film Scores of Erich Wolfgang Korngold. A día de hoy, existen numerosas regrabaciones con partes de la banda sonora. Una regrabación completa fue lanzada en 2007 por el sello Naxos, grabada por la Orquesta Sinfónica y el Coro de Moscú dirigido por William T. Stromberg y reconstruida por John W. Morgan .

## Recepción

### Crítica
El 10 de agosto de 1940, Bosley Crowther escribió en The New York Times:
“Desde luego, [la película] es históricamente absurda, y las asombrosas hazañas del señor Flynn, logradas por él de la manera más casual e inexpresiva, son tan poco creíbles como las aventuras de Dick Tracy. Flora Robson, sin embargo, actúa a una reina Isabel interesante, Claude Rains y Henry Daniell interpretan elegantemente a un par de villanos conspiradores, hay muchos escenarios decorados y ricos trajes isabelinos y, por supuesto, está Brenda Marshall que arroja un poco de luz romántica. Y, cuando se analiza a fondo, eso es todo lo que se puede esperar de una película de 'espectáculo' demasiado maquillada que proviene mucho más de la espada que de la pluma."
El 19 de agosto de 1940, se afirmó en la revista Time:
"The Sea Hawk (Warner) es el asalto más vigoroso de 1940 a la función doble. Con un costo de $1'700.000, muestra a Errol Flynn y otros 3.000 actores de cine realizando cada hazaña imaginable de proeza espectacular, y tiene una duración de dos horas y siete minutos... Producida por Hal Wallis de Warner con un esplendor que pondría de los nervios a la parsimoniosa reina Isabel, construida con los materiales cinematográficos más probados disponibles, The Sea Hawk es una película hermosa y ordenada. Para el actor de cine irlandés Errol Flynn, representa el mejor papel de capa y espada que haya tenido desde el capitán Blood. Para el director húngaro Michael Curtiz, quien sacó a Flynn de las filas de actores de medio pelo para hacer el Capitán Blood y ha hecho nueve películas con él desde entonces, debería ser un punto culminante en su rentable relación".
Filmink describió a la película como "bastante cercana a la perfección, en lo que a estas cosas se refiere".

### Taquilla
La película había estado en planes desde el éxito de Errol Flynn en la épica de capa y espada el Capitán Blood. Según los registros de Warner Bros, la película fue la más cara y popular de la Warner en 1940. Tuvo ganancias de $1'631.000 en los Estados Unidos y de $1'047.000 en el extranjero. Tras su estreno en 1940, la película fue una de las más taquilleras del año y la más taquillera en varios estados (incluyendo la Florida, Alabama, Georgia, Carolina del Sur, Carolina del Norte y Virginia) y la segunda en taquillas en varios otros (incluyendo Tennessee, Misisipi, Kentucky y Arkansas), por detrás solo de Rebecca. La película Northwest Passage, protagonizada por Spencer Tracy, ocupó el sexto lugar en taquillas a nivel nacional, pero en tercer lugar en Kentucky, Tennessee y Arkansas, justo por debajo de The Sea Hawk.

### Relanzamiento de 1947
La película fue lanzada de nuevo con gran popularidad en 1947. Fue una de las películas más populares que se proyectaron en Francia durante ese año. 

## Premios
La película fue nominada a cuatro premios de la Academia:
- Dirección de arte (blanco y negro) (Anton Grot)
- Banda sonora original (Erich Wolfgang Korngold)
- Mejor sonido (Nathan Levinson)
- Efectos especiales (Byron Haskin, Nathan Levinson)